# Andijvie
Andijvie (Cichorium endivia) is een eenjarig bladgewas dat nauw verwant is aan witlof (Cichorium intybus var. foliosum). De groente is vrijwel het gehele jaar verkrijgbaar. In de wintermaanden en in het vroege voorjaar komt de andijvie uit de glastuinbouw, deze andijviestruiken zijn veel kleiner en zachter dan die van de koude grond en hebben daardoor een kortere kooktijd.
Andijvie is een bladgroente die gekookt of rauw gegeten kan worden, apart of als stamppot. Het gele hart kan gebruikt worden in een salade. Na het koken dient het in een vergiet uit te lekken.
In Nederland wordt ongeveer 700 hectare andijvie geteeld. Andijvie is van Nederlandse bodem hoofdzakelijk te krijgen in de periode half juni tot half november. Vanwege de gevoeligheid voor doorschieten moeten de planten voor de vroege teelt warm worden opgekweekt. Als andijvie na de langste dag (21 juni) wordt gezaaid schiet deze in hetzelfde jaar niet meer door.
Vooral het buitenste groene blad van andijvie is rijk aan vitamine A en vitamine C en aan mineralen.

## Teelwijzen
- Voorjaarsteelt
  - Koude kas: half febr - half april
  - Platglas: half febr - half maart
- Zomerteelt: mei - augustus
- Herfstteelt
  - Open grond: half juli - eind juli
  - Platglas: half juli - augustus
  - Koude kas: augustus
- Winterteelt
  - Warme kas: eind augustus - half september

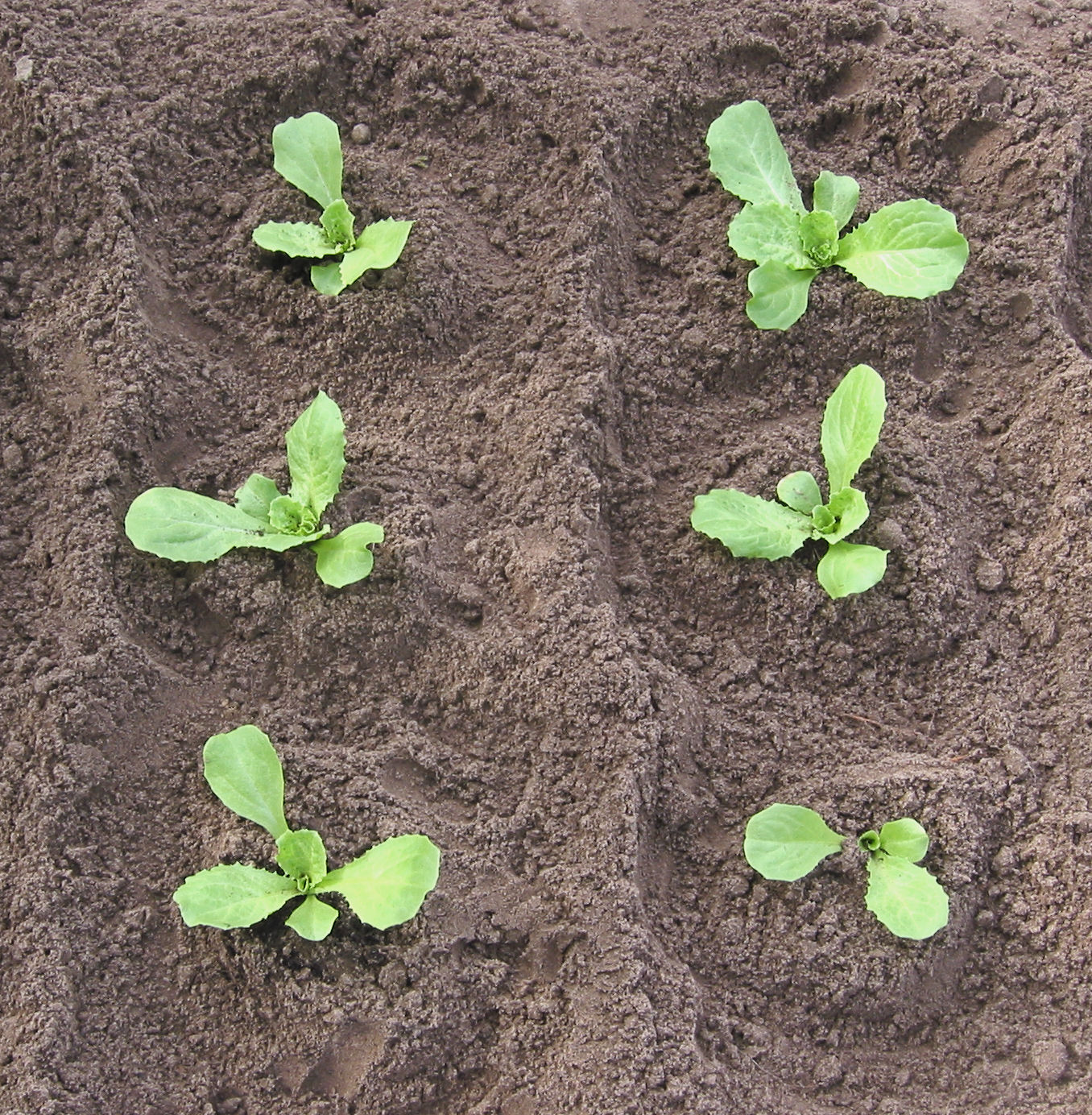
platglasteelt 4 weken na zaaien

  - Koude kas: eerste helft september
  - Platglas: eerste helft september

## Rassen
Er zijn twee variëteiten van de andijvie, namelijk de heelbladige andijvie (Cichorium endivia var. latifolium) en de krulandijvie (Cichorium endivia var. crispum) of frisee. Krul- of friseeandijvie heeft een vrij open gele krop, omringd door groen, krullerig, ver ingesneden, decoratief blad en is minder gevoelig voor schieten dan de heelbladige andijvie. De krulandijvie smaakt duidelijk bitterder dan de heelbladige andijvie.
De belangrijkste rassen in Nederland van het heelbladige type zijn Nummer Vijf voor de zomer- en herfstteelt en Breedblad Volhart Winter voor de herfst- en winterteelt onder glas. Binnen deze rassen zijn verschillende selecties gemaakt.
Belangrijke rassen van krulandijvie zijn: President (Wallonne genoemd in Frankrijk) en verder in Frankrijk De Meaux, D'hiver de Provence, Très fine maraîchère en in Nederland St. Laurent, die fijngekrulde kroppen heeft.

## Inhoudsstoffen
100 gram verse andijvie bevat:
| Energetische waarde | 58 kJ/14Kcal |
| Koolhydraten        | 1 gram       |
| Eiwit               | 2 gram       |
| Vet                 | 0,2 gram     |
| Vitamine A1         | 0,4 mg       |
| Vitamine C          | 10 mg        |
| Vitamine B1         | 0,02 mg      |
| Vitamine B2         | 0,10 mg      |
| Caroteen            | 0,02 mg      |
| Calcium             | 20 mg        |
| IJzer               | 1 mg         |

## Ziekten en plagen

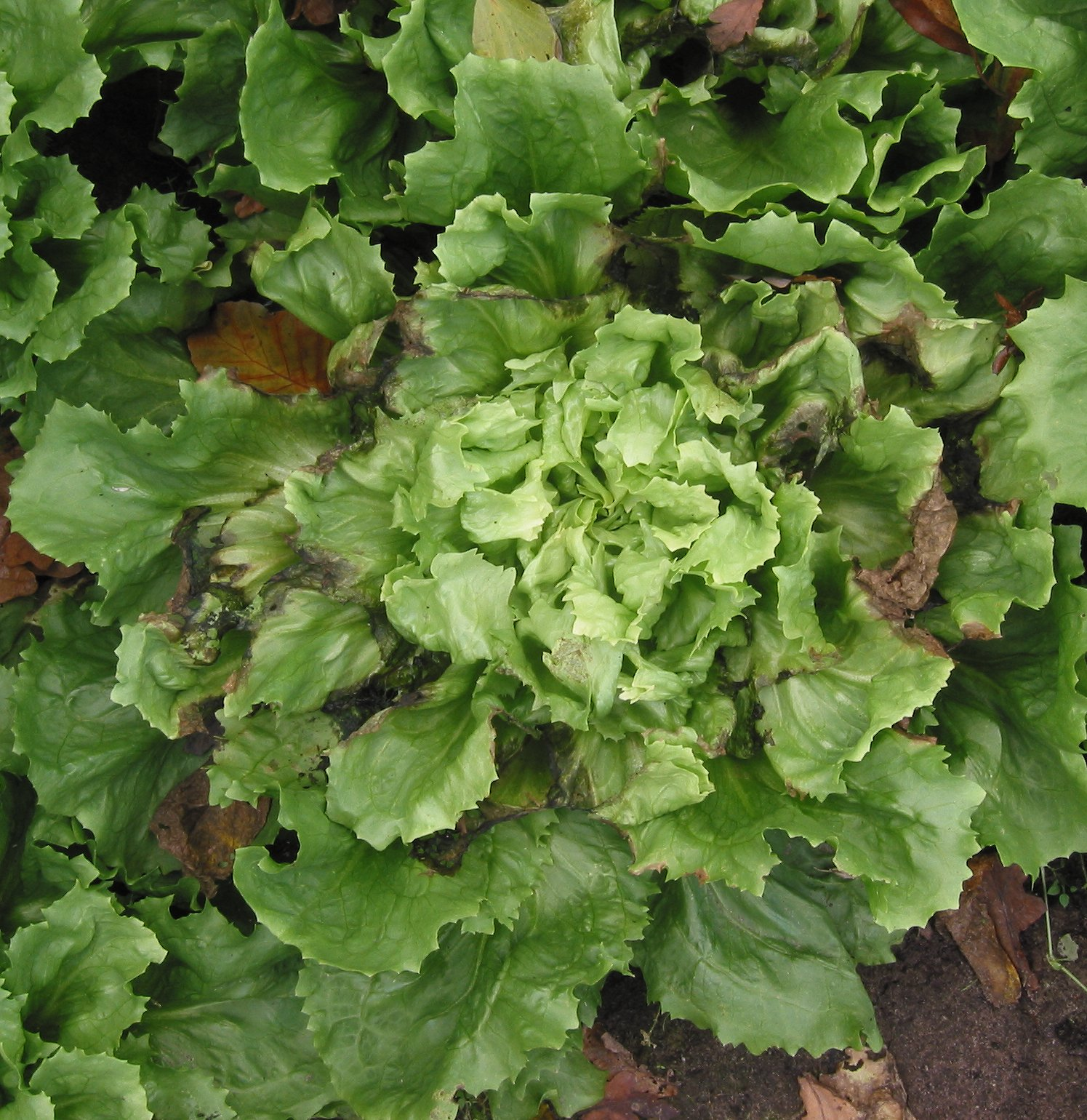

Andijvie kan last hebben van luizen, die zowel op het blad (bladluizen) als op de wortel (wollige slawortelluis) kunnen voorkomen.
Als de andijvie te lang staat, kunnen de bladeren, te beginnen met de onderste, weg gaan rotten totdat de hele plant bijna weggerot is.
Bij warm, droog weer, maar vooral bij verandering van bewolkt naar veel zon, kan 'rand' optreden. De bladranden van de binnenste bladeren sterven af en worden bruin door tijdelijk vochtgebrek, omdat de verdamping groter is dan de aanvoer van water door de wortels. In een later stadium gaan de bladranden rotten. Calciumgebrek kan leiden tot een snellere randvorming. Vooral in de herfst kan nogal eens rand optreden. Rand treedt vooral op zandgrond op en is tegen te gaan door weinig met stikstof te bemesten en de volgroeide plant voldoende water te geven, liefst in de vroege ochtend.

## Trivia
Bij zeekoeien in Burgers' Zoo maakt andijvie met gemiddeld 15 kilo per dag het hoofdcomponent van hun dieet uit. De hoge prijzen voor andijvie buiten het seizoen maken dat ze tot de duurste dieren van het park behoren op vlak van voeding.

## Zie ook

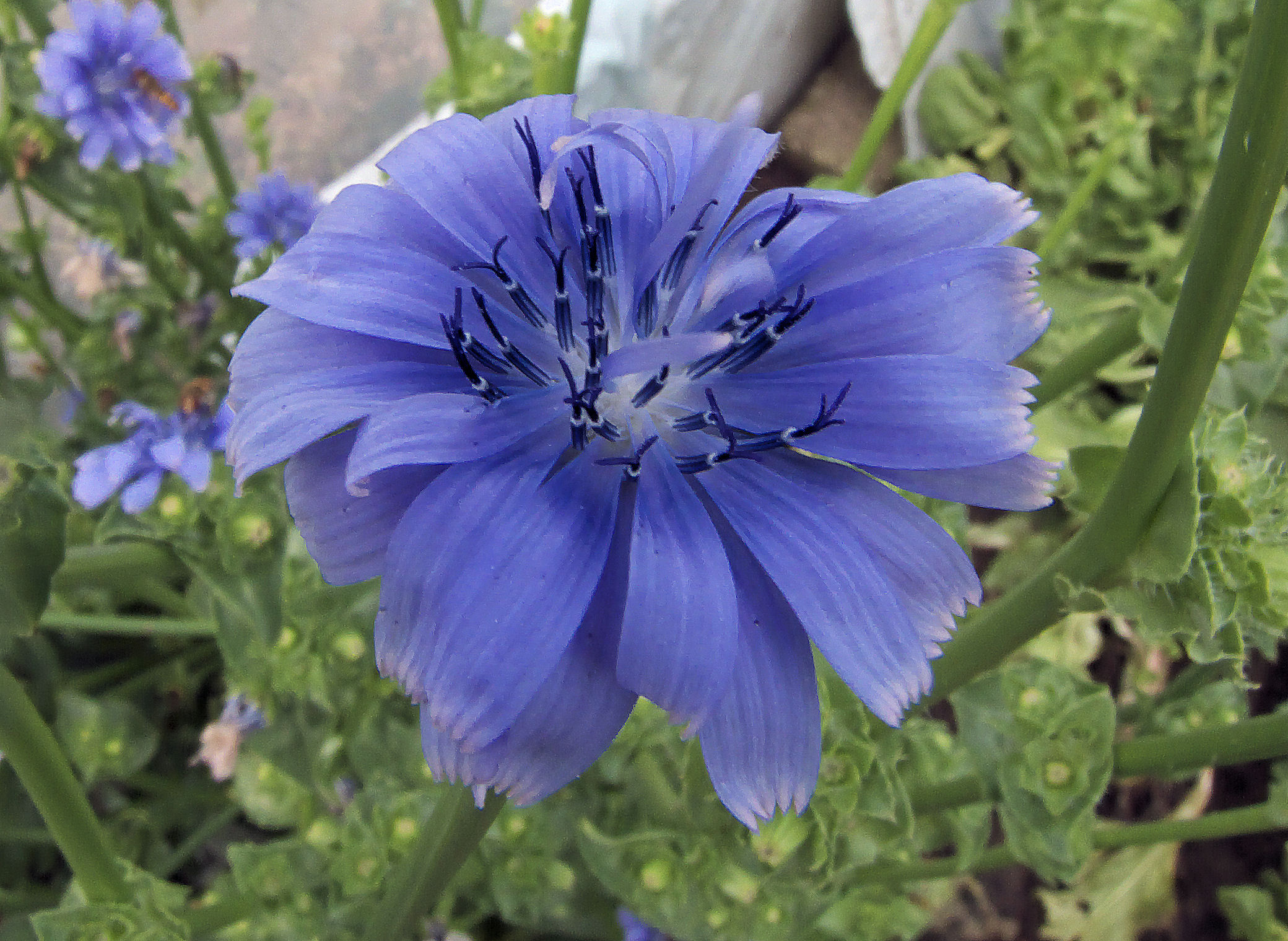
Bloem
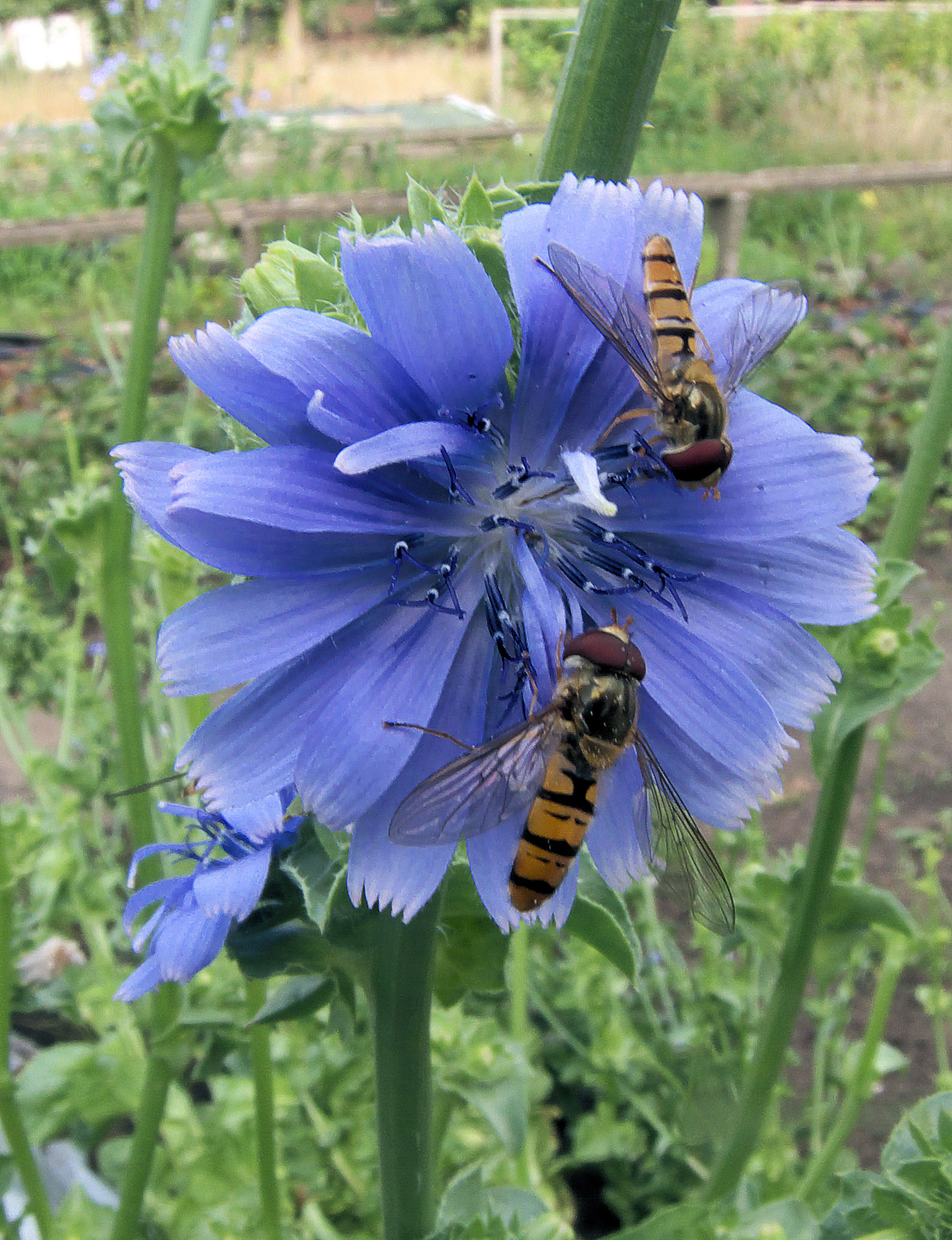
Bloem met zweefvliegen